# 고양 흥국사 괘불
고양 흥국사 괘불(高陽 興國寺 掛佛)은 대한민국 경기도 고양시 흥국사에 있는 불화이다. 2003년 9월 4일 경기도의 유형문화재 제189호로 지정되었다.

## 개요
이 괘불은 봉은사괘불(1886년)과 같은 삼존도 형식으로, 경기도 내의 남양주 흥국사괘불(1858년), 불암사괘불(1895년)과도 유사하다. 도상은 순·고종 시대에 유행한 삼존불의 간략하고 소형화된 구도이다. 아미타불을 중심으로 좌우 협시보살인 관음보살과 대세지보살, 아난, 가섭과 문수동자, 보현동자가 배치되었다.
본존의 형태는 키형의 광배를 지고 있다. 원만한 얼굴에 큼직한 중앙 계주와 긴 두 귀, 늘여진 팔 등 비현실적이다. 본존과는 달리 보살상·제자상·동자상은 비교적 섬세하게 표현하고 있다. 하지만 본존불 앞으로 선 협시들은 어색한 원근법을 표현하고 있다. 화면을 꽉 차게 표시한 점이나 협시들의 얼굴에 살이 빠진 듯한 볼, 가는 눈썹, 아래로 내려다보는 반개된 작은 눈과 꽉 다문 작은 입 등은 20세기 초기의 흐름을 보여 준다.
보살들의 화려한 보관에 정병과 화불이 비교적 큼직하게 묘사하여 대세지보살과 관음보살의 존상을 명확히 밝히고 있다. 그리고 본존과 좌우 협시보살의 크기가 거의 동등하게 묘사하여 삼존불을 강조한 것으로 보인다.
신체에 비해 유난히 큰 본존불의 손과 하체가 짧게 묘사된 비현실적인 비례를 감추기 위해서 화려한 장식을 하고 있다. 옷 끝단을 장식하는 국화·모란·연꽃의 변형된 도안적인 꽃무늬가 화려하게 묘사되었다.
색채의 사용은 원색적인 적색과 녹색, 삼존불의 황색의 얼굴, 두 존자의 밝은 육색, 두 동자의 주홍색의 조화는 비교적 서방 극락정토의 화려함을 나타내려고 했다. 그러나 군청색의 남용으로 화면 전체는 어둡고 경직되어 보인다.
괘불은 영산회상도·미륵보살도·비로자나불도 등이 주로 조성되며, 아미타불화는 극히 드문 편이다. 19세기를 중심으로 경기도 일대의 사찰에 소장된 불화는 아미타불화가 많이 제작되는데, 국내·외 정세가 혼란했던 시기 때문으로 보인다.
한편, ＜한미산흥국사만일회비기＞라는 비문과 ＜봉은본말사지＞의 사적기에 의하면 영조가 1707년에 숙빈 최씨의 묘인 소녕원에 가다가 이곳에 행차하여 약사전의 편액을 써 주었다고 하여 왕실과 깊은 연관이 있는 사찰이었다. 이후 고종 15년(1878년)에 주실 완해가 내탕금으로 괘불탱화를 조성하였다고 한다. 이 흥국사 괘불의 화기에 의하면, 완해성순으로 보아 왕실과 깊은 관련이 있으며, 왕실에서는 혼란했던 시기에 왕실의 안녕을 빌고 극락정토에 태어나기를 기원하고자 아미타불을 조성한 것을 알 수 있다. 즉 고종의 성수만세를 기원하고, 황태자와 황태자비의 성수 그리고 순비 엄씨와 영친왕의 안녕을 빌은 것으로 여겨진다.

## 같이 보기
- 흥국사

## 참고 문헌
- 고양흥국사괘불 - 국가유산청 국가유산포털